# Tadeusz Pawlewski
Tadeusz Pawlewski (ur. 16 lutego 1890 we Lwowie, zm. 5 marca 1970 w Szczecinie) – polski taternik, inżynier budownictwa.
Był synem Bronisława Pawlewskiego i Henryki z Michałowskich, bratem Ireny Szydłowskiej i Jadwigi Fabrycy. Ukończył studia na Wydziale Budownictwa Politechniki Lwowskiej. Od czternastego roku życia uprawiał z ojcem i siostrami sporty wysokogórskie, od 1907 również taternictwo. W wyprawach towarzyszyli mu Zygmunt Klemensiewicz, Tadeusz Świerz, Mieczysław Świerz, Walery Goetel, Ferdynand Goetel, Helena Dłuska oraz siostra Irena. W 1907 uczestniczył w pierwszym przejściu północną ścianą Rohacza Płaczliwego, a w 1909 w pierwszym wejściu na Świstowy Róg. W 1914 wstąpił w szeregi Legionów Polskich. Walczył również podczas wojny obronnej w 1939, po aresztowaniu został zesłany na Syberię. Powrócił po II wojnie światowej ciężko chory, razem z siostrą Ireną zamieszkał w Szczecinie i po rekonwalescencji podjął pracę w stoczni. Na początku lat 50. władze rozpoczęły śledztwo przeciwko akcjom sabotażowym, wśród posądzonych był również Tadeusz Pawlewski. Aby uniknąć aresztowania, wyjechał do Gliwic razem z siostrą. Tam został aresztowany przez Urząd Bezpieczeństwa i przetransportowany do Szczecina, gdzie osadzono go w zakładzie karnym. Irena Szydłowska za pomoc bratu została pozbawiona mieszkania. Bez postępowania karnego i wyroku sądowego był uwięziony pięć lat, opuścił areszt w 1956. Jego stan zdrowia ponownie uległ pogorszeniu, pracował, ale często chorował. Zmarł w Szczecinie i spoczywa na cmentarzu Centralnym.